# Стокель, Хайден
Хайден Эрнест Стокель (англ. Hayden Ernest Stoeckel; род. 10 августа 1984, Ренмарк) — австралийский пловец, трёхкратный призёр Олимпийский игр, чемпион мира 2007 года, специализировался в плавании на спине на дистанции 100 и 200 метров.
Дебютировал в составе сборной страны на Чемпионате мира 2007 года в Мельбурне и завоевал золотую медаль в 4×100 м комбинированной эстафете. Он плавал на двух Олимпийских играх и завоевал три олимпийские медали.